# Elaphria bogotana
Elaphria bogotana là một loài bướm đêm trong họ Noctuidae.